# Tibor Frank
Tibor Frank (geboren 3. Februar 1948 in Budapest; gestorben 15. September 2022 ebendort) war ein ungarischer Historiker.

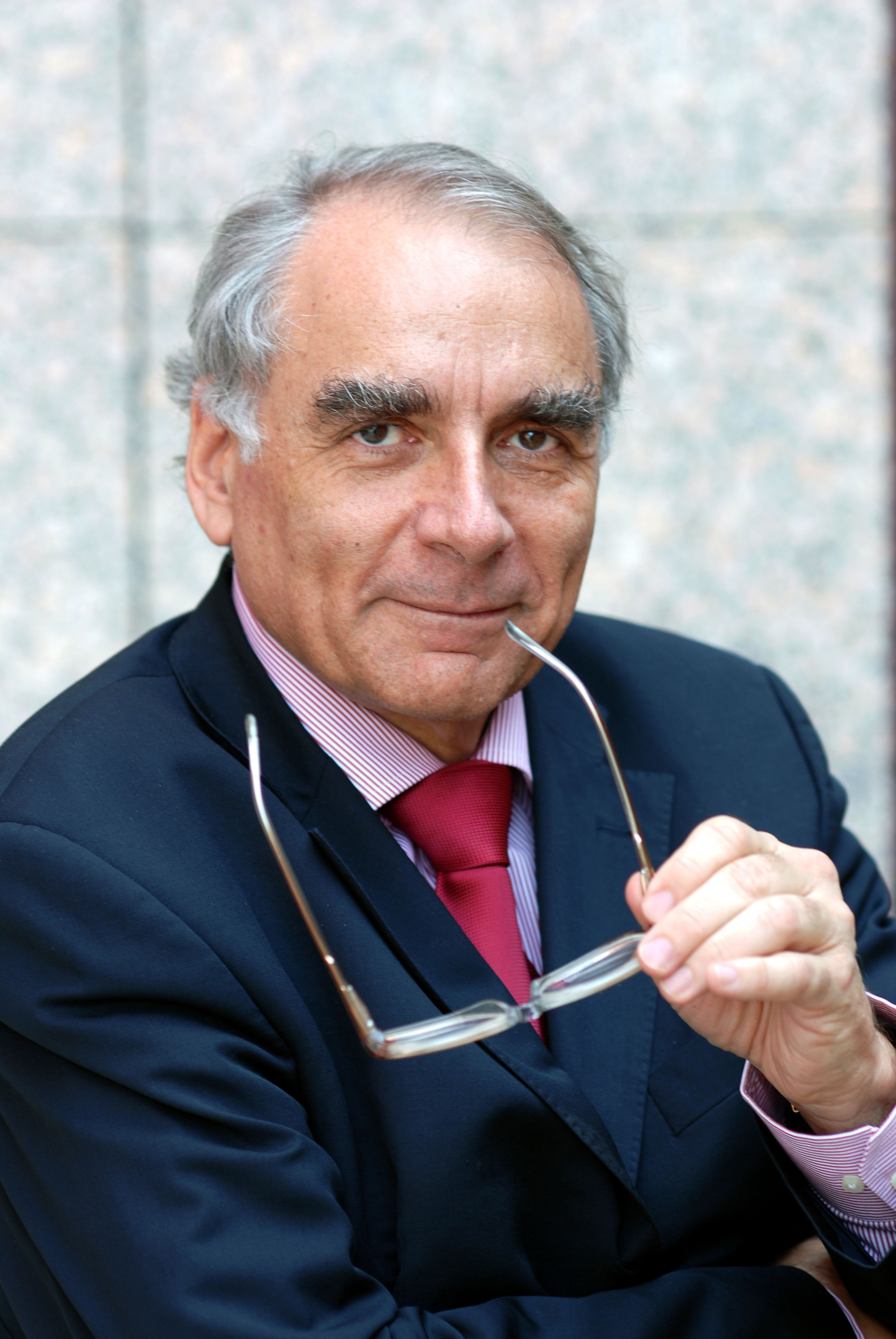
Tibor Frank (2015)

## Leben
Tibor Frank studierte Geschichte und Englisch an der Eötvös-Loránd-Universität (ELTE) und hielt sich 1969 am Christ’s College (Cambridge) auf. Er wurde 1971 Dozent an der Eötvös-Loránd-Universität. Frank wurde 1973 promoviert, er erhielt 1979 den Kandidatenstatus. 1980/81 forschte er am Darwin College. Frank habilitierte sich 1996 und wurde 1998 an der Ungarischen Akademie der Wissenschaften promoviert. Seit 1997 war er Professor in der Abteilung für Amerikanistik der ELTE. 2013 wurde er zum korrespondierenden Mitglied der Ungarischen Akademie der Wissenschaften und 2019 zum ordentlichen Mitglied ernannt.
Frank wurde mehrfach ausgezeichnet und erhielt 2002 in Deutschland einen Humboldt-Forschungspreis.

## Schriften (Auswahl)
- (Hrsg.): Tanulmányok a Magyar Rádió történetéből 1925-1945. Budapest: Tömegkommunikációs Kutatóközpont, 1975
- The British Image of Hungary 1865–1870. Budapest: ELTE, 1976
- (Hrsg.): The origins and originality of American culture. International Conference in American Studies (1980 : Budapest). Budapest : Akad. Kiadó, 1984
- Marx és Kossuth. Budapest: Magvető, 1985
- Egy emigráns alakváltásai. Zerffi Gusztáv pályaképe 1820–1892. Budapest: Akadémiai Kiadó, 1985
  - Ein Diener seiner Herren: Werdegang des österreichischen Geheimagenten Gustav Zerffi (1820–1892). Übersetzung Péter Mádl, Piroska Draskóczy. Wien : Böhlau, 2002
- Ethnicity, Propaganda, Myth-Making: Studies on Hungarian Connections to Britain and America 1848–1945. Budapest: Akadémiai Kiadó, 1999
- (Hrsg.): Ever Ready to Go: The Multiple Exiles of Leo Szilard, Vol. I-III. Berlin: Max-Planck-Institut für Wissenschaftsgeschichte, 2004
- George Pólya and the heuristic tradition. Berlin: Max-Planck-Institut für Wissenschaftsgeschichte, 2004
- Picturing Austria-Hungary: The British Perception of the Habsburg Monarchy 1865–1870. New York: Columbia University Press, 2005
- (Hrsg.): Zwischen Roosevelt und Hitler. Die Geheimgespräche eines amerikanischen Diplomaten in Budapest 1934–1941. Berlin: Duncker & Humblot, 2009 (John Flournoy Montgomery)
- Kettős kivándorlás: Budapest—Berlin—New York 1919–1945. Budapest: Gondolat, 2012
  - Double Exile: Migrations of Jewish-Hungarian Professionals through Germany to the United States 1919–1945. Oxford: Peter Lang, 2009
- Widerstand im Gulag : Überlebensstrategien und aktiver Protest in sowjetischen Straflagern 1923–1960. Marburg : Tectum, 2010
- Tibor Frank; Frank Hadler (Hrsg.): Disputed Territories and Shared Pasts: Overlapping National Histories in Modern Europe. Basingstoke: Palgrave Macmillan, 2011
- Szabadság és felelősség: Az Egyesült Államok és a németországi nácitlanítás a második világháború után . Akadémiai székfoglaló, 2013
- Britannia vonzásában. Budapest: Gondolat, 2018
- Amerika világai. Budapest: Gondolat, 2018
- Szalonvilág - A polgári érintkezés modernizálódása a 19. században. Budapest: Rózsavölgyi és Társa, 2020